# Medveczky István
Medveczky István, M. Medveczky (Máramarossziget, 1905. augusztus 15. – Máramarossziget, 1953. augusztus 16.) magyar költő, újságíró.

## Élete
Szülővárosa Piarista Gimnáziumában érettségizett (1923). Műszaki rajzoló az Ilie Pintilie Vállalatnál. Saját kiadásában megjelent Az én anyám (Máramarossziget, 1926) című verseskötete egy bánatos ifjú hangulatait tükrözi. A kötet címlapján az író saját fametszete. 1952-ben a helyi szekuritate ismeretlen vádak alapján a tüdőbeteg írót börtönbe vetette és írásait megsemmisítette. A kiadott orvosi bizonylat szerint agyvérzés végzett vele.